# Snoqualmie Pass
Snoqualmie Pass és una concentració de població designada pel cens dels Estats Units a l'estat de Washington. Segons el cens del 2000 tenia 201 habitants.

## Demografia
Segons el cens del 2000, Snoqualmie Pass tenia 201 habitants, 88 habitatges, i 60 famílies. La densitat de població era de 27 habitants per km².
Dels 88 habitatges en un 23,9% hi vivien nens de menys de 18 anys, en un 61,4% hi vivien parelles casades, en un 2,3% dones solteres, i en un 31,8% no eren unitats familiars. En el 21,6% dels habitatges hi vivien persones soles el 2,3% de les quals corresponia a persones de 65 anys o més que vivien soles. El nombre mitjà de persones vivint en cada habitatge era de 2,28 i el nombre mitjà de persones que vivien en cada família era de 2,68.
Per edats la població es repartia de la següent manera: un 18,9% tenia menys de 18 anys, un 6% entre 18 i 24, un 37,3% entre 25 i 44, un 29,9% de 45 a 60 i un 8% 65 anys o més.
L'edat mediana era de 40 anys. Per cada 100 dones de 18 o més anys hi havia 111,7 homes.
La renda mediana per habitatge era de 81.883 $ i la renda mediana per família de 89.532 $. Els homes tenien una renda mediana de 50.417 $ mentre que les dones 26.875 $. La renda per capita de la població era de 54.316 $. Cap de les famílies i l'1,9% de la població estaven per davall del llindar de pobresa.

## Poblacions més properes
El següent diagrama mostra les poblacions més properes.